# Litothericles vitticeps
Litothericles vitticeps är en insektsart som beskrevs av Marius Descamps 1977. Litothericles vitticeps ingår i släktet Litothericles och familjen Thericleidae. Inga underarter finns listade i Catalogue of Life.